# ラファエル・ゴルディージョ
ラファエル・ゴルディージョ・バスケス（Rafael Gordillo Vázquez、1957年2月24日 - ）は、スペイン・エストレマドゥーラ州アルメンドラレホ出身の元サッカー選手。スペイン代表であった。ポジションはDF（左ウイングバック）。
攻撃的な左ウイングバックであるが、左サイド全般でプレーできる。ソックスをおろしたスタイルが特徴であった

## 経歴

### クラブ
エストレマドゥーラ州・バダホス県に生まれたが、生後数ヶ月の時に両親が生まれたセビージャに引っ越した。1972年、15歳の時にレアル・ベティスの下部組織に入団し、1977年1月30日、ブルゴスCF戦でトップチームデビューした。デビューシーズンの1976-77シーズンにはコパ・デル・レイ優勝を果たし、1979-80シーズンにはドン・バロン紙が選出する最優秀スペイン人選手賞を受賞した。
1985年夏にレアル・マドリードに移籍し、1985-86シーズンのUEFAカップ優勝やリーガ・エスパニョーラ5連覇に貢献した。主に左サイドハーフとしてプレーし、4シーズンの間一緒にプレーした左ウイングのホセ・アントニオ・カマーチョとのコンビは相手に恐れられた。1988-89シーズンのコパ・デル・レイ決勝・レアル・バリャドリード戦では決勝点を挙げた。
1992年、35歳のゴルディージョはレアル・ベティスに復帰し、1993-94シーズン終了後のプリメーラ・ディビシオン（1部）昇格を手助けした。レアル・ベティスでの2度の在籍期間中に公式戦300試合以上に出場している。1995-96シーズンはセグンダ・ディビシオン（2部）に属する近隣のエシハ・バロンピエでプレーし、シーズン終了後に現役引退した。

### 代表
1978年3月29日にヒホンで行われたノルウェーとの親善試合(3-0)でスペイン代表デビューし、1988年までに75試合に出場して3得点を挙げた。
2度のFIFAワールドカップ（1982年大会と1986年大会）、3度のUEFA欧州選手権（1980年大会と1984年大会と1988年大会）に出場し、UEFA欧州選手権1984では準優勝した。

### 現役引退後
現役引退後はレアル・ベティスのインドアサッカーチームでプレーした。2006 FIFAワールドカップの際にはLa Sextaの解説者を務めた。
エシハ・バロンピエで副会長を務めた後、レアル・ベティスのフロントに入閣した。2010年12月13日、レアル・ベティス会長に選出された。

## タイトル

### クラブ
- レアル・ベティス

コパ・デル・レイ : 1976-1977
- レアル・マドリード

リーガ・エスパニョーラ : 1985-1986, 1986-1987, 1987-1988, 1988-1989, 1989-1990
コパ・デル・レイ : 1988-1989
スーペルコパ・デ・エスパーニャ : 1988, 1989, 1990
UEFAカップ : 1985-1986

### 代表
- レアル・ベティス

UEFA欧州選手権 準優勝 : 1984

### 個人
- ドン・バロン・アワード 最優秀スペイン人選手賞 : 1979-1980

## 個人成績

### 代表での得点
| #  | 日時          | 場所         | 相手         | スコア | 結果 | 大会                                   |
| -- | ------------- | ------------ | ------------ | ------ | ---- | -------------------------------------- |
| 1. | 1983年5月15日 | タカリ       | マルタ       | 2–3    | 2–3  | UEFA欧州選手権1984予選                 |
| 2. | 1985年9月25日 | セビージャ   | アイスランド | 2–1    | 2–1  | 1986 FIFAワールドカップ ヨーロッパ予選 |
| 3. | 1988年6月11日 | ハノーファー | デンマーク   | 1–3    | 2–3  | UEFA欧州選手権1988                     |